# Physalis cordata
Physalis cordata är en potatisväxtart som beskrevs av Philip Miller. Physalis cordata ingår i släktet lyktörter, och familjen potatisväxter. Inga underarter finns listade i Catalogue of Life.